# (25582) 1999 XG221
(25582) 1999 XG221 est un objet de la ceinture principale d'astéroïdes extérieure découvert en 1999.

## Description
(25582) 1999 XG221 a été découvert le 14 décembre 1999 à l'observatoire Magdalena Ridge, situé dans le comté de Socorro, au Nouveau-Mexique (États-Unis), par le projet Lincoln Near-Earth Asteroid Research (LINEAR).

### Caractéristiques orbitales
L'orbite de cet astéroïde est caractérisée par un demi-grand axe de 3,22 UA, un périhélie de 2,69 UA, une excentricité de 0,17 et une inclinaison de 13,25° par rapport à l'écliptique. Du fait de ces caractéristiques, à savoir un demi-grand axe entre 3,2 et 4,6 UA, il est classé, selon la JPL Small-Body Database, comme objet de la ceinture principale d'astéroïdes extérieure.

### Caractéristiques physiques
(25582) 1999 XG221 a une magnitude absolue (H) de 13,4 et un albédo estimé à 0,076.